# Out of Time
«Out of Time» — песня британской альтернативной рок-группы Blur, выпущенная 14 апреля 2003 года в виде первого сингла с седьмого студийного альбома Think Tank. В песне преобладает звук гитары и восточного оркестра и практически нет ударных. Слабый шум в начале песни взят из сериала «Доктор Кто». Сингл занял 5-е место в чарте Великобритании. Это первый релиз группы за три года, а также первый релиз без гитариста Грэма Коксона.
Песня «Out of Time» часто исполнялась во время концертного тура 2009 года, но уже с добавленной гитарной партией, которую играл Грэм Коксон, вернувшийся в группу.
В октябре 2011 года британский журнал New Musical Express определил песню на 73-е место в списке «150 лучших треков за последние 15 лет» и поместил на 8-ю позицию списка «Лучшие треки десятилетия». Спустя ещё несколько лет издание добавило её в перечень «500 величайших песен всех времён», в версии 2015 года она занимала место № 499.
Режиссёр Джон Хардвик снял на песню видеоклип, основанный на кадрах документального фильма BBC 2002 года, рассказывающем о жизни моряков на американском авианосце USS Abraham Lincoln (CVN-72). Это первый клип Blur, в котором сами участники группы не появляются.
Автор иллюстрации на обложке диска — знаменитый уличный художник Banksy.

## Форматы и списки композиций
- CD и 7"[4]

1. «Out of Time»
2. «Money Makes Me Crazy» (marrakech mix)

- DVD[4]

1. «Out of Time» (видео)
2. «Money Makes Me Crazy» (marrakech mix)
3. «Tune 2»

- CD (Японское издание)[4]

1. «Out of Time»
2. «Money Makes Me Crazy» (marrakech mix)
3. «Tune 2»
4. «Don’t Be»
5. «The Outsider»
6. «Out of Time» (видео)
7. «Crazy Beat» (видео)

## Позиции в чартах
| Чарт (2003)    | Высшая позиция |
| -------------- | -------------- |
| Германия       | 75             |
| Ирландия       | 17             |
| Италия         | 33             |
| Швеция         | 19             |
| Швейцария      | 97             |
| Великобритания | 5              |

## Продюсеры
- «Out of Time», «Tune 2», «Don’t Be» и «The Outsider» — Blur и Бен Хиллер[4]
- «Money Makes Me Crazy» (marrakech mix) — Норман Кук, Blur и Бен Хиллер[4]

## Приглашённые музыканты
- Десид Мустафа — аранжировка
- Мохамед Аззедин — уд
- M. Рабет Мохамед Рашид — скрипка
- Беззари Ахмед — ребаб
- Гуэддам Джамал — скрипка, виолончель
- Хайджоуи Рашид — скрипка
- Муллауд Май Али — уд
- Касими Джамал, Юссеф — уд
- Абдулла Кехари — скрипка
- Далал Мохамед Наджиб — дарбука
- Аит Рамдам Эль Мустафа — канун